# Lichos
 Lichos  (en euskera: Lixoze, en occitano: Lishòs) es una población y comuna francesa, en la región de Aquitania, departamento de Pirineos Atlánticos, en el distrito de Oloron-Sainte-Marie y cantón de Navarrenx.

## Demografía
| 153 | 120 | 159 | 170 | 179 | 172 | 178 | 181 | 165 | 166 | 143 | 148 | 150 | 151 | 164 | 162 | 178 | 159 | 149 | 142 | 127 | 113 | 117 | 118 | 117 | 129 | 121 | 123 | 101 | 133 | 137 | 146 | 129 | 135 |
| Para los censos de 1962 a 1999 la población legal corresponde a la población sin duplicidades (Fuente: INSEE [Consultar]) |     |     |     |     |     |     |     |     |     |     |     |     |     |     |     |     |     |     |     |     |     |     |     |     |     |     |     |     |     |     |     |     |     |

## Economía
La principal actividad es la agrícola (ganadería, pastos)